# Journal of Business Finance & Accounting
Il Journal of Business Finance & Accounting è una rivista accademica peer-review pubblicata da John Wiley & Sons. Si occupa di temi quali la contabilità, la finanza aziendale, il governo societario e le loro interfacce. Gli attuali caporedattori sono Peter F. Pope (Università Bocconi e London School of Economics and Political Science) e Andrew Stark (Manchester Business School).

## Indicizzazione
La rivista è indicizzata nel Social Sciences Citation Index, Scopus, ProQuest, EconLit, la bibliografia internazionale delle scienze sociali, Emerald Management Review e Research Papers in Economics . Secondo il Journal Citation Reports del 2018, la rivista ha un fattore di impatto di 1.541, classificandosi 39º su 98 riviste nella categoria "Affari, Finanza".

## Conferenza sui mercati dei capitali
Dal 1992 la rivista organizza una conferenza annuale sui mercati dei capitali, sponsorizzata da John Wiley & Sons e KPMG. Gli articoli che vengono accettati per la conferenza vengono successivamente pubblicati in un numero speciale della rivista.